# La Douleur d'Andromaque
Pour les articles homonymes, voir Douleur (homonymie).
La Douleur et les Regrets d'Andromaque sur le corps d'Hector son mari , couramment abrégé en La Douleur d'Andromaque est un tableau peint par Jacques-Louis David en 1783, inspiré d'un épisode de l’Iliade et représentant Andromaque pleurant sur le corps d'Hector, tué par Achille. Le tableau fut peint pour être présenté comme « morceau de réception » à l'agrément de Jacques-Louis David par l'Académie royale de peinture et de sculpture. Elle sera même reçue à l’unanimité au Salon du Louvre où elle fut présentée. Cette œuvre est une huile sur toile de grande taille, elle mesure 275 centimètres de hauteur sur une longueur de 203 centimètres. La toile est signée, datée en bas à gauche et l’on peut lire : « L. David 1783 ».
Elle est actuellement exposée au musée du Louvre mais appartient à l’École Nationale Supérieure des Beaux-Arts (inventaire D.L. 1969-1) à qui l’œuvre a été donnée par un petit-fils de David : Jules David-Chassagnolle en 1886.

## Contexte et influence de l’œuvre
Il présente son morceau de réception le 22 août 1783, où il reçoit l’unanimité du jury.
Plus tard il s’inspirera de son tableau pour faire Le serment des Horaces qui lui permettra d’acquérir une renommée importante.

## Thème et description de l'œuvre

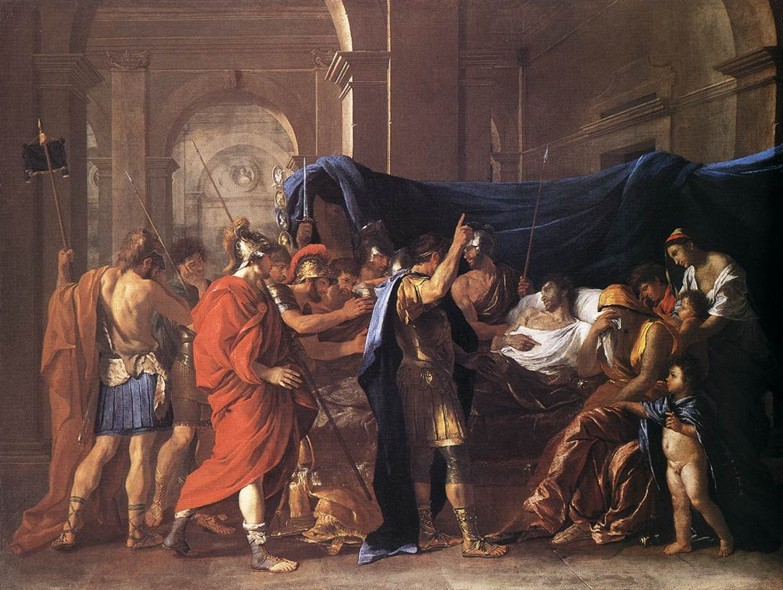
La Mort de Germanicus, Minneapolis, The Minneapolis Institute of Art.

La Douleur d’Andromaque est une peinture d’histoire s’inspirant de l’Iliade d’Homère. Dans cette scène, Andromaque, veuve, pleure son époux Hector, tué par Achille. 
On peut voir une inscription en grec sur le candélabre placé à droite. Ce n’est pas la première fois que David introduit un texte dans l’un de ses tableaux. Par exemple, son tableau Le Bélisaire comporte aussi une inscription.
Les sujets en rapport avec les mythes sont souvent représentés. La composition de Jacques-Louis David se rapproche des œuvres de Poussin, telles que La Mort de Germanicus et Le Testament d’Eudamidas. On sait que Jacques-Louis David s’est inspiré des dessins qu’il avait faits à Rome sur le sarcophage de La mort de Méléagre. 
Jacques-Louis David a représenté une scène connue et émouvante, fidèle au récit de l'Iliade. Hector gît sur le lit, le torse dénudé. Il laisse voir sa musculature. Le corps est livide. Les bras sont allongés le long du corps. L'attitude du personnage est figée. 
À côté de lui, à sa droite, Andromaque, vêtue de blanc, est assise. Elle a les yeux en larmes. Son regard laisse apparaître la tristesse de la scène. Sa main gauche est posée sur le bras d'Astyanax leur fils. Sa main droite montre le corps défunt de son mari. L’enfant tient la main de sa mère et de l’autre main fait un geste, qui peut être interprété comme un geste de douceur pour apaiser sa peine. L’arrière-plan évoque un temple, où le héros sera probablement honoré par les jeux funéraires, comme dit dans l’Iliade.
Au premier plan, à gauche, la représentation du casque de Hector montre son cimier en crins de cheval qui effraya tant, selon Homère, Astyanax lorsque son père partit au combat. La représentation de l’épée d’Hector symbolise sa bravoure. Un candélabre brûle des aromates.
La mise en scène est théâtrale. L’atmosphère de la pièce est sombre. Les panneaux du lit retracent les adieux d'Hector et sa mort. 
Hector est situé du côté duquel fume l’encens, signe de sa mort. Il semble endormi plutôt que défunt. Il n’y a aucune trace de blessure sur son corps. La tête d’Hector porte une couronne de lauriers. Il est représenté comme les martyrs chrétiens. Dans une certaine mesure, il peut faire penser au Christ sacrifié. Son épée et son casque à longues plumes décrit par Homère gisent à ses côtés, symboles de sa vie de guerrier.
Les couleurs du tableau sont sombres sauf pour les trois personnages qui bénéficient d’une source de lumière. En effet, on peut sentir dans cette œuvre, l’influence des grands peintres italiens et notamment celle du Caravage pour l’utilisation du clair obscur.
David fait converger des effets lumineux sur Andromaque dont le regard est rempli de dépit, tandis que son fils cherche à la consoler. Toute la douleur d’Andromaque est perceptible rien qu’en regardant son visage. De sa douleur se dégage une certaine beauté. 
Dans l’Iliade elle dit :  
« Epoux, tu quittes la vie et meurs bien jeune me laissant seule au palais ; il est encore bien petit le fils auquel nous avons donné naissance, toi et moi pauvres malheureux et je ne le vois pas parvenir à l'adolescence ; notre ville bien avant, sera détruite complètement car tu es mort, toi son gardien, son protecteur, toi qui veillais sur ses épouses dignes de respect et ses jeunes enfants »
Ce passage est assez bien illustré par le tableau représenté de l'artiste. 

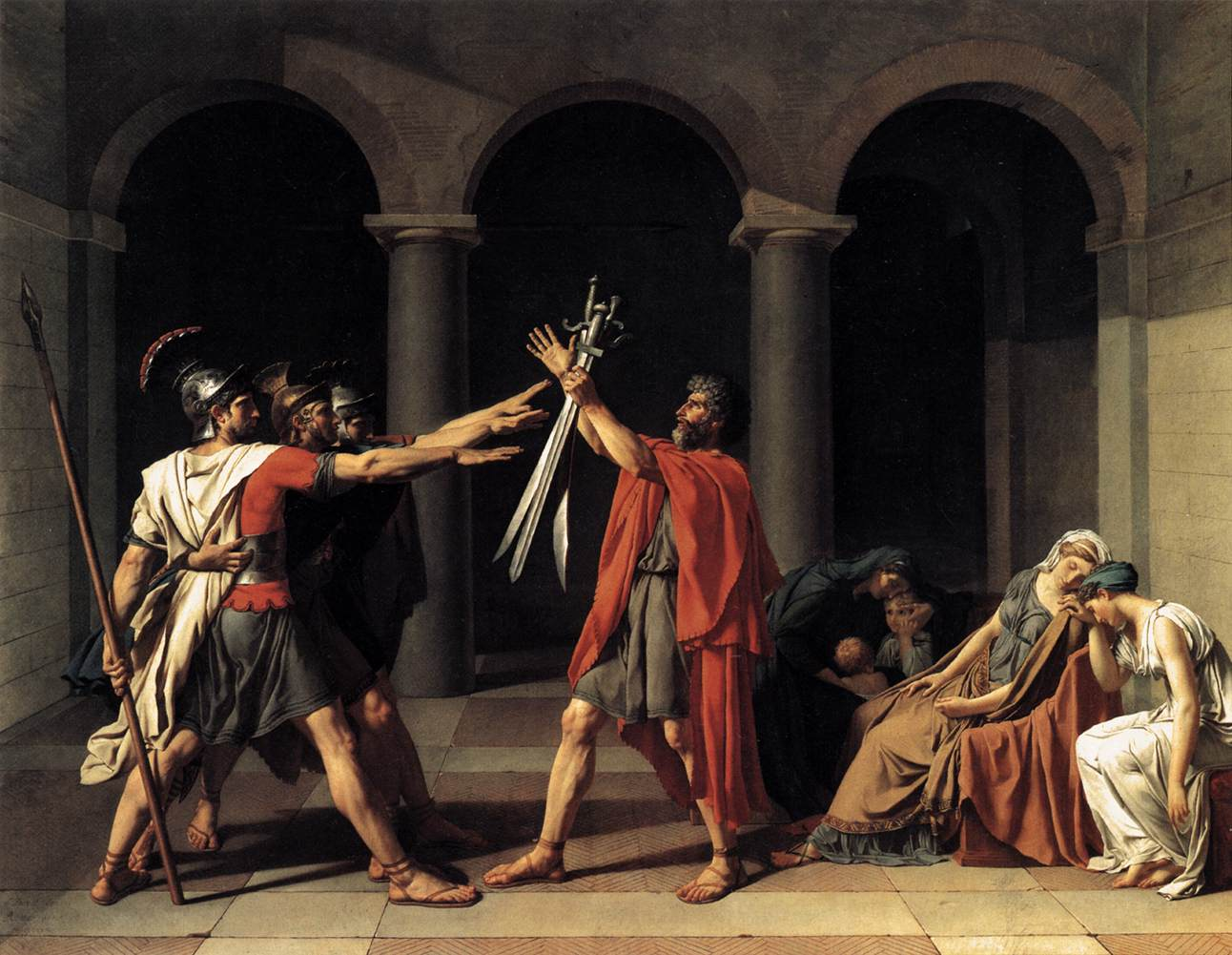
Le Serment des Horaces, Paris, musée du Louvre.

L'intérêt du tableau repose avant tout sur l'utilisation de l'ombre et de la lumière, d’un certain clair obscur. 
Le côté sombre met en valeur la lividité du cadavre d'Hector. Le manteau rouge éclatant d'Astyanax s'oppose au profil de l'enfant laissé dans la pénombre. Andromaque est en pleine lumière. La vie et la mort s’opposent au niveau de sa poitrine, avec d’un côté son époux mort et de l’autre son fils dans la fleur de la jeunesse. Le tableau est centralisé sur Andromaque. On a l’impression qu’elle prend le spectateur à témoin. On peut lire sur son visage une douleur inconsolable. Cela reflète les vers de l’Iliade  :
« De ton lit, tu n'auras pas tendu vers moi tes bras mourants ! Tu ne m'auras pas dit un mot chargé de sens, que je puisse me rappeler, jour et nuit, en versant des larmes ! »
La douleur et les regrets restent tout de même très liés. Mais même dans le chagrin se dégage d’elle une beauté, une sorte de vertu mise en avant par le peintre.
On peut rapprocher ce tableau du Serment des Horaces où l’on peut voir des similitudes, avec, en arrière-plan les colonnes antiques pour apporter une stabilité au tableau, l’attitude des femmes qui donnent une tension dramatique à la scène. Les lignes de force sont toujours aussi importantes dans le tableau grâce aux différentes verticales formées par l’architecture, et aux horizontales avec les mains tendues. Andromaque reste vertueuse même dans le deuil et dans Le serment des Horaces. Ce sont des jeunes qui partent se battre pour protéger leurs aînées. Il y a donc dans ces tableaux le thème de la vertu qui les rapproche.